# The Eternal Sapho
The Eternal Sapho er en amerikansk stumfilm fra 1916 af Bertram Bracken.

## Medvirkende
- Theda Bara som Laura Bruffins.
- James Cooley som Billy Malvin.
- Walter P. Lewis som Mr. Marvin, Sr.
- Hattie Delaro som Mrs. Marvin, Sr.
- Einar Linden som John Drummond.